# Noakhali
Noakhali (nota in passato come Sudharam) è una città del Bangladesh appartenente alla divisione di Chittagong, nel Bangladesh meridionale. Importante città portuale, è situata lungo il corso d'acqua omonimo nei pressi dell'estuario del Meghna sul golfo del Bengala.
Il porto è collegato da una strada e una ferrovia a Comilla e da un servizio di traghetto a Barisal. Lavorazione di iuta, riso, farina e semi oleosi, produzione di sostanze chimiche ed editoria sono le sue industrie principali. La città venne istituita come municipalità nel 1876 e ora ospita alcuni college governativi, come il Noakhali College (1983), nonché numerose istituzioni private di istruzione superiore.
Intorno a Noakhali, su tre lati, vi è una pianura alluvionale che ogni anno viene inondata e fertilizzata dai depositi di limo trasportati dall'estuario del Meghna; l'area è interrotta a nord-est da un tratto collinare noto come Baraiyadhala. Riso, arachidi, legumi vari, peperoncino e canna da zucchero sono tra le colture locali principali.